# アゼルバイジャン空軍
アゼルバイジャン空軍(英: Azerbaijani Air and Air Defence Force、アゼルバイジャン語: Azərbaycan hərbi hava qüvvələri)は、アゼルバイジャンの空軍組織である。アゼルバイジャン共和国軍の下部組織となっている。

## 概要
2008年の時点で、約8千名の人員と部隊を保有する。また、約130機の航空機、約120機のヘリコプター、20機の無人偵察機を装備する。使用する基地は16ヶ所で、これに加えて50の空港を臨時で使用できる態勢にある。隣国アルメニアとの紛争では、対地攻撃任務や輸送任務、空戦任務に従事した経験がある。現地駐在のソ連空軍の組織・機材を引き継いだため、組織はソ連軍に順じており、保有機も旧ソ連製のものが多い。
アゼルバイジャン空軍は、航空隊の外に、地対空ミサイルや防空システムを装備する防空部隊も管轄している。

## 組織

### 航空隊
アゼルバイジャン空軍の航空隊は、いくつかの連隊と飛行隊（飛行大隊）から成る。
- 第843混成航空連隊：カラ
- 第416戦闘爆撃機航空飛行隊：キュルダミル
- 第408戦闘機航空飛行隊：ゼイナラブディン・ナソスヌイ
- 第422偵察航空飛行隊：ダルリャル
- 第115教育航空飛行隊：サンガチャルィ
- 輸送航空飛行隊：ゼイナラブディン・ナソスヌイ

### 防空部隊
防空部隊は、以下の部隊から成る。
- 4個高射ミサイル旅団
- 高射ミサイル連隊
- 2個独立電波技術大隊

2005年、アメリカの「カスピ海の警備」プログラムの枠内において、アスタルとフィジン地区に電波電子センターが設置された。両センターは、レーダーとSIGINTを組み合わせて、ロシアとイランを警戒し、ミサイル発射の探知、無線傍受に従事している。レーダーは、探知距離200～300kmを有するEADS社製のTRML-3Dを装備している。
また、2015年までに、統一電波電子センター・ネットワーク「カフカースネット」を創設することが計画されている。

## 装備

### 航空機

#### 戦闘機
| 機種名 | 画像 | バージョン                                   | 運用数 | 備考 |
| ------ | ---- | -------------------------------------------- | ------ | ---- |
| MiG-29 |      | MiG-29 フルクラムA MiG-29UB フルクラムB      | 11 3   |      |
| Su-25  |      | Su-25 フロッグフット Su-25UB フロッグフットB | 33 5   |      |

#### 輸送機
| 機種名 | 画像 | バージョン | 運用数 | 備考 |
| ------ | ---- | ---------- | ------ | ---- |
| Il-76  |      | Il-76TD    | 2      |      |

#### 練習機
| 機種名  | 画像 | バージョン | 運用数 | 備考 |
| ------- | ---- | ---------- | ------ | ---- |
| L-39    |      |            | 14     |      |
| MFI-395 |      |            | 10     |      |

#### ヘリコプター
| 機種名  | 画像 | バージョン   | 運用数 | 備考 |
| ------- | ---- | ------------ | ------ | ---- |
| Mi-24   |      | Mi-24 Mi-35M | 23 24  |      |
| ベル407 |      |              | 1      |      |
| ベル412 |      |              | 3      |      |
| MD530   |      |              | 1      |      |
| Mi-17   |      | Mi-17-1V     | 33     |      |
| Mi-8    |      |              | 8      |      |
| Ka-32   |      | ヘリックスC  | 3      |      |

#### 無人航空機
| 機種名           | 画像 | バージョン | 運用数 | 備考                  |
| ---------------- | ---- | ---------- | ------ | --------------------- |
| バイラクタル TB2 |      |            | 不詳   |                       |
| ヘロン           |      |            | 3+     | 少なくとも3機を保有。 |
| エアロスター     |      |            | 4+     | 少なくとも4機を保有。 |

### 対空ミサイル
- S-300[4] - S-300PMU2型、運用数不詳[3]。
- S-200 - 運用数不詳[3]。
- S-125 - S-125-2TM型、推定24基[3]。
- S-75 - 運用数不詳[3]。
- 9K37 - 9K37M ブークM1及びブークMB型、運用数不詳[3]。
- バラク - バラク-LRAD及びMRAD型、運用数不詳[3]。